# Табан на капислу
Табан на капислу (енгл. percussion lock) је врста механизма за опаљивање код ручног ватреног оружја - пиштоља и мускета, коришћен средином 19. века. Овај механизам пали барутно пуњење пламеном насталим ударом ороза у капислу с иницијалним експлозивом.

## Развој
Табан је механизам за опаљење барутног пуњења код ручног спорометног ватреног оружја које се пуни спреда (аркебуза, мускета). У почетку реч табан означавала је само дашчицу (у облику стопала) која је повезивала делове за опаљење, а касније се тим именом називао цео механизам за опаљење. Табан се намештао са стране задњег дела цеви и усадника. Развој табана текао је упоредо са развојем ручног ватреног оружја и утицао је на побољшање сигурности и брзине гађања. Врсте и облици табана зависили су од времена и места израде. Разликују се 4 основна механизма опаљивања: табан на фитиљ, на коло, на кремен и на капислу.

## Механизам
Табан на капислу појавио се 1840 (или 1815) у Француској. Састоји се од ороза, каписле, фаље са сиском и полугом. Каписла се ставља на сисак, а њен пламен пали барутно пуњење кроз сисак. У односу на табан на кремен, овакав табан имао је знатне предности у погледу сигурности и брзине гађања, а уз то се и лакше чистио. Употребљаван је кратко време, средином 19. века (у Европи и САД до аустријско-пруског рата 1866), јер се увођењем пушака пуњених отпозади (острагуша), каписла почела стављати у дно чахуре метка, и опаљивати ударном иглом затварача.
Принцип паљења капислом представљао је револуционарну новину у развоју ватреног оружја. Овај изум је омогућавао тренутно паљење и, с друге стране, чинио је оружје мање осетљивим на влажне услове. Најчешћи тип каписле имао је облик напрстка с иницијалним пуњењем и стављао се на нарочиту челичну брадавицу или сисак (шупљу цевчицу усађену у задњи крај цеви). Кад ороз падне на капислу, у њој дође до мале експлозије, из ње сукне пламен кроз шупљу брадавицу и активира основно барутно пуњење у цеви оружја. Сама каписла је била независна од барута и зрна. Усавршавањем војне индустрије, каписла се касније уграђивала у дно металне чахуре напуњене барутом, на чијем је врху било углављено зрно. Чахура је служила и као ефикасан заптивач барутних гасова и тиме омогућила конструкцију оружја које се пунило одостраг и које је остало у употреби до данас.

## Употреба

### Пушке каписларе
Пушке са табаном на капислу називају се каписларе или перкусионе пушке. Њихова прецизност била је повећана урезивањем спиралних жлебова у цев, чиме су престале да буду мускете и постале пушке (жлебљене мускете). Свој врхунац доживеле су конструкцијом француске пушке Миње модел 1851 и њених бројних деривата у разним земљама (Енфилд модел 1853 у Великој Британији, Лоренц модел 1854 у Аустрији, Спрингфилд модел 1861 у САД). Ове пушке постизале су брзину гађања од 2-3 метка у минуту и домет до 1.200 корака. Тачност гађања повећана је на око 38%, смањено је затајивање (на 0.5%) и омогућено гађање при неповољним временским условима. Пушке каписларе први пут су употребљене у Каферским ратовима (у јужној Африци), а у Кримском рату (1853-1856) показале су велику предност над пушкама глатких цеви. Замењене знатно бржим острагушама након увођења пушке Драјзе у пруској војсци и пруским победама у Другом шлезвичком рату (1864) и Аустријско-пруском рату (1866).

### Револвери капислари
Први револвери (Колт Патерсон), са добошем који се пунио спреда (барутом и зрном) и опаљивао табаном на капислу (каписле су постављане на брадавице на задњој страни добоша), конструисани су у америчкој компаније Колт 1836. године. Разни модели револвера капислара остали су у употреби све до 1860-их година, када су их постепено заменили  револвери острагани, пуњени сједињеним метком са металном чахуром. Први револвер остраган, Смит и Весон модел 1, произведен је 1857. године.